# Bisbat de Savona-Noli
El bisbat de Savona-Noli (italià: diocesi di Savona-Noli; llatí: Dioecesis Savonensis-Naulensis) és una seu de l'Església catòlica, sufragània de l'arquebisbat de Gènova, que pertany a la regió eclesiàstica Ligúria. El 2010 tenia 146.410 batejats d'un total 148.808 habitants. Actualment està regida pel bisbe Calogero Marino.

## Territori

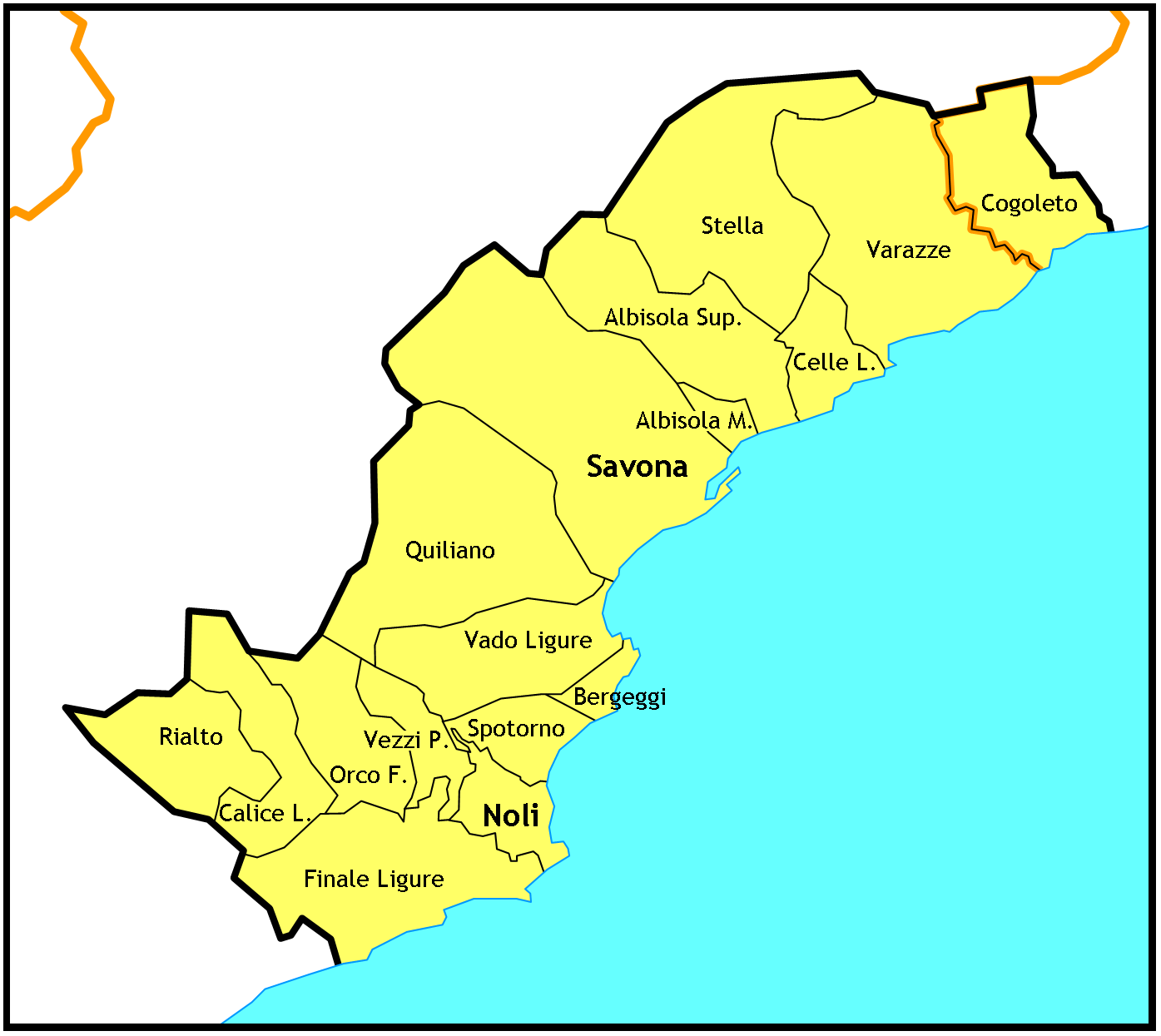
Mapa de la diòcesi

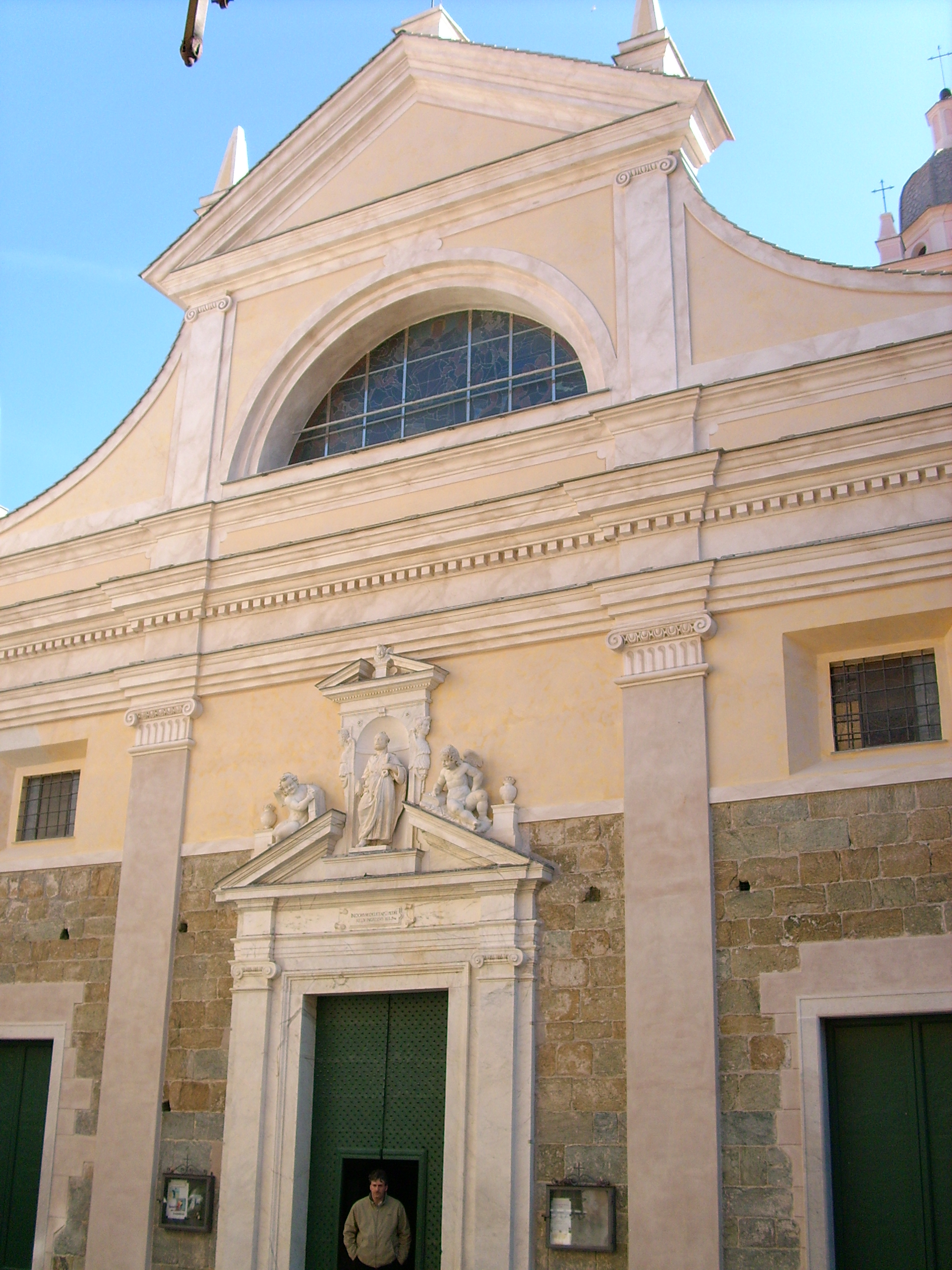
La cocatedral de San Pietro a Noli

La diòcesi comprèn la part oriental de la província de Savona i una franja de la part occidental de la ciutat metropolitana de Gènova.
La seu episcopal és la ciutat de Savona, on es troba la catedral de l'Assunció de Maria Verge. A Noli es troba la cocatedral de Sant Pere. A més, a la diòcesi hi ha tres basíliques menors més: Nostra Signora della Misericordia a Savona, San Giovanni Battista i San Biagio a Finale Ligure. A Noli també es troba la catedral de San Paragorio.
El territori de la diòcesi està dividit en cinc vicariats, d'Albisola-Stella, Finale Ligure-Noli, Savona, Vado Ligure, Varazze, on hi ha 71 parròquies:
- 68 a la província de Savona (als municipis de: Albisola Superiore, Albissola Marina, Bergeggi, Calice Ligure, Celle Ligure, Finale Ligure, Noli, Orco Feglino, Quiliano, Rialto, Savona, Spotorno, Stella, Vado Ligure, Varazze i Vezzi Portio);
- tres a la ciutat metropolitana de Gènova al municipi de Cogoleto.

## Història
La diòcesi de Savona va ser erigida al segle x, com una continuació de l'antic bisbat de Vado, els orígens del qual són desconeguts: per a molts historiadors Benedetto, que va assistir al sínode romà del 680, és el primer bisbe conegut de Vado. Va ser bisbe Bernardo el primer a establir fermament la seva seu a Savona; a aquest bisbe l'emperador Otó III el 992 li va confirmar tots els territoris i possessions de la seva Església.Originalment, la diòcesi era sufragània de l'arxidiòcesi de Milà.
El 1239 es va erigir la diòcesi de Noli amb la butlla In sacra Petri del Papa Gregori IX, amb territori desmembrat de la diòcesi de Savona. La diòcesi de Noli va ser originalment sufragània de l'arxidiòcesi de Gènova i es va unir aeque principaliter la diòcesi de Brugnato: Guglielmo Contardi, bisbe de Brugnato, també va esdevenir el primer bisbe de Noli. Però la unió no va durar molt. De fet, el 13 d'agost de 1245 en virtut de la butlla Cum olim del Papa Innocenci IV es va dissoldre la unió i per compensar les baixes rendes de la nova diòcesi, va ser suprimit el monestir de Sant Eugeni i els seus ingressos van ser assignats a la taula del bisbe.
El 1327 el bisbe Federico Aliments va colpejar amb l'interdicte la ciutat de Savona, on les disputes entre güelfs i gibel·lins havien escalat en violència oberta. El interdicte va durar fins al 1336, quan el Papa Benet XII el va treure, tot i que la violència no havia disminuït en el interí. El 24 de gener de 1502 la diòcesi de Savona i Noli es van unir aeque principaliter per un curt temps, ja que en 1503 va ser elegit administrador apostòlic per Noli.
El 1536 la Mare de Déu suposadament es va aparèixer al jove camperol Antonio Botta el 18 de març i el 8 d'abril. Al lloc de les suposades aparicions es va erigir el santuari de Nostra Senyora de la Misericòrdia.
El 1545 es va demolir l'antiga catedral de Savona i un convent per donar pas a una fortalesa. Provisionalment es va triar com a catedral l'església de Sant Paolo. El 1550 el capítol va prendre possessió de l'església de Sant Francesc, oficiada pels franciscans, mentre que els frares estaven absents. L'església va esdevenir la nova catedral, tot i les queixes dels franciscans.
El 1572 el bisbe de Noli Leonardo Trucco va traslladar la catedral de l'antiga església de Sant Paragonio a la de Sant Pere. El 5 d'abril de 1806, la diòcesi de Savona va esdevenir part de la província eclesiàstica de l'arxidiòcesi de Gènova. Les dues diòcesis s'uneixen de nou aeque principaliter el 25 de novembre de 1820 amb la butlla Dominici gregis del Papa Pius VII. El 30 de setembre de 1986, de conformitat amb el Decret Instantibus votis de la Congregació per als Bisbes, es va establir la unió plena de les dues diòcesis i la nova circumscripció eclesiàstica va assumir el seu nom actual.
Dos bisbes de Savona han estat elegits Papa: Innocenci VIII i Juli II.

## Cronologia episcopal

### Bisbes de Savona
- Benedetto † (citat el 680)[3]
- Bernardo † (citat el 992)
- Giovanni I † (citat el 999)
- Ardemano † (citat el 1014)
- Antellino † (citat el 1028)
- Brissiano † (citat el 1046)
- Beat Amico † (citat el 1049)
- Giordano † (citat el 1080 aproximadament)
- Pietro Grossolano † (1098 - 1102 nomenat arquebisbe de Milà)
- Pietro Grossolano † (1116 - 6 d'agost de 1117 mort) (per segona vegada)
- Guglielmo † (1117 - 1119 mort)
- Beat Ottaviano, O.S.B. † (1119 - 1128 mort)
- Aldizio † (1128 - finals de 1142)
- Beat Vidone Lomello † (citat el 1179)
- Ambrogio Del Carretto † (vers 1183 - inicis de 7 de juliol de 1192 mort)
- Bonifacio I † (inicis de 1193 - vers 1199)
- Guala † (citat el 1199)
- Antonio I de' Saluzzi † (1200 - finals de 1203)
- Pietro † (citat el 1206)
- Beat Alberto Calvi di Cilavegna † (inicis de 1221 - 1230 mort)
- Enrico † (1230 - finals de 1239)
- Bonifacio II † (citat el 1241)
- Corrado di Ancisa † (inicis de 1251 - finals de 1264)
- Ruffino Colombo † (inicis de 1278 - de setembre de 1287 mort)
- Enrico Ponsoni † (15 de febrer de 1289 - finals de 1292)
- Gregorio † (citat el 1297)
- Gualtiero di Maus, O.P. † (citat el 1303)
- Giacomo Cadarengo † (vers 1305 - finals de 1311)
- Federico Cibo † (4 de març de 1317 - 1342 mort)
- Paolo Gherardo de' Vasconi, O.S.A. † (18 de juliol de 1342 - 1355 mort)
- Antonio II de' Saluzzi † (27 de novembre de 1355 - 7 de juny de 1376 nomenat arquebisbe de Milà)
- Domenico di Lagne, O.P. † (12 de desembre de 1376 - 1384 mort)
- Antonio Viale † (21 de novembre de 1386 - 1394 mort)
- Giovanni di Fermo † (29 d'octubre de 1394 - 22 de gener de 1406 nomenat bisbe d'Ascoli Piceno)
- Filippo Ogerio, O.Carm. † (5 de juny de 1405 - 1411 nomenat arquebisbe titular de Damasc)
- Pietro Spinola, O.S.B. † (29 d'octubre de 1411 - 11 de juliol de 1413 nomenat bisbe d'Uselli)
- Vincenzo Viale † (14 de juliol de 1413 - 1442 mort)
- Valerio Calderina † (6 de febrer de 1442 - 5 de novembre de 1466 nomenat bisbe d'Albenga)
- Giovanni Battista Cibo † (5 de novembre de 1466 - 16 de setembre de 1472 nomenat bisbe de Molfetta, posteriorment elegit papa amb el nom d'Innocenci VIII)
- Pietro Gara, O.P. † (16 de setembre de 1472 - 1499 renuncià)
  - Giuliano della Rovere † (20 de setembre de 1499 - 24 de gener de 1502 nomenat bisbe de Vercelli, posteriorment elegit papa amb el nom de Juli II) (administrador apostòlic)
- Galeotto della Rovere † (24 de gener de 1502 - 1504 renuncià)
- Giacomo Giuppo della Rovere † (6 de març de 1504 - 1510 mort)
  - Raffaele Riario † (5 de desembre de 1511 - 9 d'abril de 1516 renuncià) (administrador apostòlic)
- Tommaso Riario † (9 d'abril de 1516 - 30 de juny de 1528 mort)
  - Agostino Spinola † (17 de juliol de 1528 - 18 d'octubre de 1537 mort) (administrador apostòlic)
- Giacomo Fieschi † (22 d'octubre de 1537 - 1545 o 1546 mort)
- Nicolò Fieschi † (12 de febrer de 1546 - 1562 renuncià)
- Carlo Grimaldi † (1562 - 1564)
- Nicolò Fieschi † (1564 - 1564 mort) (per segona vegada)
- Gian Ambrogio Fieschi † (9 de juliol de 1564 - 1576 renuncià)
- Cesare Ferrero † (9 de maig de 1576 - 13 de febrer de 1581 nomenat bisbe d'Ivrea)
- Domenico Grimaldi † (13 de febrer de 1581 - 14 de març de 1584 nomenat bisbe de Cavaillon)
- Giovanni Battista Centurione † (8 de juny de 1584 - 1587 renuncià)
- Pier Francesco Costa † (27 de juliol de 1587 - 29 d'abril de 1624 nomenat bisbe d'Albenga)
- Francesco Maria Spinola, C.R. † (29 d'abril de 1624 - 8 d'agost de 1664 mort)
- Stefano Spinola, C.R.S. † (15 de desembre de 1664 - 1682 mort)
- Vincenzo Maria Durazzo, C.R. † (20 de desembre de 1683 - 3 de juny de 1722 mort)
- Agostino Spinola, C.R.S. † (23 de setembre de 1722 - 16 d'octubre de 1755 mort)
- Ottavio Maria de Mari, C.R.S. † (15 de desembre de 1755 - 27 de març de 1775 mort)
- Domenico Maria Gentile † (29 de gener de 1776 - 24 de setembre de 1804 renuncià)
- Vincenzo Maria Maggioli † (24 de setembre de 1804 - 19 de gener de 1820 mort)
- Giuseppe Airenti, O.P. † (2 d'octubre de 1820 - 25 de novembre de 1820 nomenat bisbe de Savona e Noli)

### Bisbes de Noli
- Guglielmo Contardi † (1239 - 1247 renuncià)[4]
- Filippo, O.P. † (11 d'agost de 1247 - 1262)
- Nicolò † (citat el 2 de desembre de 1262)
- Pastore † (citat el 8 de juny de 1263)
- Ugolino † (inicis de 1292 - finals de 1293)
  - Leonardo Fieschi † (1303 - 1317) (administrador apostòlic)
- Sinibaldo † (9 de setembre de 1317 - ? mort)
- Teodesco de Spinola, O.P. † (27 d'abril de 1328 - 1346 mort)
- Amedeo d'Alba, O.F.M. † (15 de febrer de 1346 - vers 1366 mort)
- Luchino, O.F.M. † (21 de juliol de 1360 o 1366[5] - 1396 nomenat arquebisbe de Naupacto)
- Corrado da Cloaco † (13 de setembre de 1396 - ? mort)
- Marco † (12 de gener de 1407 - 1437)
- Marco Vigerio, O.F.M. † (1437 - 1447 ? mort)
  - Giorgio Fieschi † (13 de febrer de 1447 - 7 d'agost de 1448 renuncià) (administrador apostòlic)
- Napoleone Fieschi † (7 d'agost de 1448 - 21 de desembre de 1459 nomenat bisbe d'Albenga)
- Paolo Giustiniani † (24 de març de 1460 - 1485 mort)
- Domenico Vacchiero † (2 de desembre de 1485 - 24 de gener de 1502 nomenat bisbe de Ventimiglia)
- Galeotto della Rovere † (24 de gener de 1502 - de gener de 1503 renuncià)
  - Lorenzo Cybo de Mari † (de gener de 1503 - 21 de desembre de 1503 mort) (administrador apostòlic)
- Antonio Ferrero † (8 de gener de 1504 - 13 d'agost de 1504 nomenat bisbe de Gubbio)
- Gian Francesco Foderato † (23 d'agost de 1505 - 1506 mort)
- Vincenzo Boverio † (21 d'agost de 1506 - 1519 mort)
- Gaspare Doria † (1519 - ?)
- Vincenzo d'Aste † (1525 - 1534 mort)
  - Girolamo Doria † (13 d'abril de 1534 - 25 de febrer de 1549 renuncià) (administrador apostòlic)
- Massimiliano Doria † (25 de febrer de 1549 - 1572 mort)
- Leonardo Trucco † (2 de juny de 1572 - 1587 mort)
- Timoteo Berardi, O.Carm. † (12 d'octubre de 1587 - 1616 mort)
- Angelo Mascardo † (4 de juliol de 1616 - 1645 mort)
- Stefano Martini † (19 de febrer de 1646 - de febrer de 1687 mort)
- Giacomo Porrata † (7 de juliol de 1687 - de setembre de 1699 mort)
- Paolo Andrea Borelli, B. † (21 de juny de 1700 - 2 de març de 1710 mort)
- Giuseppe Sauli Bargagli, C.R.M. † (7 de maig de 1710 - 10 de novembre de 1712 mort)
- Marco Giacinto Gandolfo † (28 d'abril de 1713 - 16 d'abril de 1737 mort)
- Costantino Serra, C.R.S. † (7 de juny de 1737 - 9 de març de 1746 nomenat bisbe d'Albenga)
- Antonio Maria Arduini, O.F.M.Conv. † (9 de març de 1746 - 16 de desembre de 1777 mort)
- Benedetto Solaro, O.P. † (1 de juny de 1778 - 13 d'abril de 1814 mort)
  - Sede vacante (1814-1820)
  - Vincenzo Maria Maggiolo † (6 d'octubre de 1818 - 29 de gener de 1820 mort) (administrador apostòlic)

### Bisbes de Savona i Noli
- Giuseppe Airenti, O.P. † (25 de novembre de 1820 - 5 de juliol de 1830 nomenat arquebisbe de Gènova)
  - Sede vacante (1830-1833)
- Agostino Maria de Mari † (15 d'abril de 1833 - 14 de desembre de 1840 mort)
- Alessandro Riccardi di Netro † (24 de gener de 1842 - 22 de febrer de 1867 nomenat arquebisbe de Torí)
- Giovanni Battista Cerruti † (22 de febrer de 1867 - 21 de març de 1879 mort)
- Giuseppe Boraggini † (12 de maig de 1879 - 30 d'abril de 1897 mort)
- Giuseppe Salvatore Scatti † (15 de febrer de 1898 - 30 de juny de 1926 mort)
- Pasquale Righetti † (20 de desembre de 1926 - 7 de juliol de 1948 mort)
- Giovanni Battista Parodi † (14 de setembre de 1948 - 15 de juliol de 1974 jubilat)
- Franco Sibilla † (15 de juliol de 1974 - 8 de setembre de 1980 nomenat bisbe d'Asti)
- Giulio Sanguineti (15 de desembre de 1980 - 30 de setembre de 1986 nomenat bisbe de Savona-Noli)

### Bisbes de Savona-Noli
- Giulio Sanguineti (30 de setembre de 1986 - 7 de desembre de 1989 nomenat bisbe de La Spezia-Sarzana-Brugnato)
- Roberto Amadei † (21 d'abril de 1990 - 21 de novembre de 1991 nomenat bisbe de Bèrgam)
- Dante Lafranconi (7 de desembre de 1991 - 8 de setembre de 2001 nomenat bisbe de Cremona)
- Domenico Calcagno (25 de gener de 2002 - 7 de juliol de 2007 nomenat secretari de l'Administració del Patrimoni de la Seu Apostòlica)
- Vittorio Lupi, (30 de novembre de 2007 - 20 d'octubre de 2016, jubilat)
- Calogero Marino, des del 20 d'octubre de 2016

## Estadístiques
A finals del 2010, la diòcesi tenia 146.410 batejats sobre una població de 148.808 persones, equivalent 98,4% del total.
| any  | població | població | població | sacerdots | sacerdots       | sacerdots       | sacerdots             | diaques | religiosos | religiosos | parroquies |
| ---- | -------- | -------- | -------- | --------- | --------------- | --------------- | --------------------- | ------- | ---------- | ---------- | ---------- |
| any  | batejats | total    | %        | total     | clergat secular | clergat regular | batejats por sacerdot | diaques | homes      | dones      |            |
| 1950 | 130.285  | 131.000  | 99,5     | 287       | 163             | 124             | 453                   |         | 147        | 862        | 65         |
| 1970 | 166.163  | 167.000  | 99,5     | 243       | 135             | 108             | 683                   | 1       | 123        | 865        | 76         |
| 1980 | 176.700  | 179.395  | 98,5     | 211       | 130             | 81              | 837                   | 1       | 102        | 758        | 77         |
| 1990 | 137.212  | 143.282  | 95,8     | 179       | 115             | 64              | 766                   | 1       | 81         | 663        | 74         |
| 1999 | 139.588  | 143.039  | 97,6     | 143       | 93              | 50              | 976                   | 7       | 61         | 517        | 71         |
| 2000 | 131.659  | 135.806  | 96,9     | 152       | 94              | 58              | 866                   | 5       | 65         | 506        | 71         |
| 2001 | 140.547  | 144.029  | 97,6     | 140       | 91              | 49              | 1.003                 | 6       | 56         | 490        | 71         |
| 2002 | 154.500  | 157.571  | 98,1     | 138       | 82              | 56              | 1.119                 | 6       | 62         | 461        | 71         |
| 2003 | 156.133  | 158.983  | 98,2     | 133       | 81              | 52              | 1.173                 | 9       | 56         | 461        | 71         |
| 2004 | 131.069  | 133.462  | 98,2     | 133       | 80              | 53              | 985                   | 9       | 53         | 421        | 71         |
| 2010 | 146.410  | 148.808  | 98,4     | 126       | 78              | 48              | 1.161                 | 8       | 48         | 408        | 71         |

### Bisbat de Savona
- Francesco Lanzoni, Le diocesi d'Italia dalle origini al principio del secolo VII (an. 604), vol. II, Faenza 1927, pp. 844–845 (italià)
- Pius Bonifacius Gams, Series episcoporum Ecclesiae Catholicae, Leipzig 1931, pp. 821–823 (llatí)
- Konrad Eubel, Hierarchia Catholica Medii Aevi, vol. 1 Arxivat 2019-07-09 a Wayback Machine., pp. 433–434; vol. 2 Arxivat 2018-10-04 a Wayback Machine., p. 229; vol. 3 Arxivat 2019-03-21 a Wayback Machine., pp. 291–292; vol. 4 Arxivat 2018-10-04 a Wayback Machine., p. 305; vol. 5, p. 344; vol. 6, p. 367 (llatí)

### Bisbat de Noli
- Konrad Eubel, Hierarchia Catholica Medii Aevi, vol. 1 Arxivat 2019-07-09 a Wayback Machine., p. 358; vol. 2 Arxivat 2018-10-04 a Wayback Machine., p. 200; vol. 3 Arxivat 2019-03-21 a Wayback Machine., p. 254; vol. 4 Arxivat 2018-10-04 a Wayback Machine., p. 253; vol. 5, pp. 280–281; vol. 6, p. 302 (llatí)
- Butlla Cum olim, a Bullarum diplomatum et privilegiorum sanctorum Romanorum pontificum Taurinensis editio, Vol. III, p. 519 (llatí)